# Yangwu (corveta)
Yangwu (chinês: p武; pinyin: Yangwu; Wade-Giles: Yang-wu ou Yang Woo) foi uma corveta de madeira construída para a Marinha Imperial Chinesa. Ela foi construída em 1872 no Arsenal de Foochow, e foi o maior navio construído na China a partir do programa de construção naval de 1868-75. Durante seu início de carreira, ela foi usada como navio-escola, sob o comando de capitães ingleses. Mais tarde, ela se viu em combate na Batalha de Fuzhou em 1884, a ação de abertura da Guerra Sino-Francesa, onde atuou como navio-almirante da Frota Fujian. Logo após o início da batalha, ela foi danificada por um torpedo-mastro, causando uma grande explosão e a perda da maioria de sua tripulação. A corveta foi afundada logo depois pelo fogo inimigo.

## Design
Yangwu foi uma peça final no Arsenal de Foochow. Ela tinha 57,96 m no total (190 pés e 2 polegadas), tinha uma boca de 11 m (36 pés) e um calado médio de 6,53 m (16 pés e 65 polegadas). Ela deslocava 1.393 toneladas longas (1.415 toneladas). O sistema de propulsão consistia de um motor a vapor de 250 cavalos (190 kW) do motor, construído pela John Inglis & Company, equipado com quatro caldeiras e um tudo de ventilação retrátil. Seus motores produziam uma velocidade de cruzeiro de 13 nós (24 km/h ou 15 mph).
Yangwu estava armado com uma bateria de quatro canhões de 130 cm (70 polegadas) de 70 libras, em cada lado, e dois montados como armas de caça na proa e na popa. Estes foram construídos pela empresa britânica Armstrong's. Um canhão adicional de 6,5 polegadas (170 mm) de 150 libras na meia-nau e dois canhões de 24 libras de comprimento completaram o seu armamento. Ela estava equipada com dois paióis de pólvora, localizados na frente e atrás.

## Construção e carreira
Yangwu era uma corveta de madeira, construída no Arsenal da Marinha de Foochow e lançada em 23 de abril de 1872. Ela foi a sétima embarcação construída como parte de um programa maior de construção naval no Arsenal de Foochow, e custou 254.000 taéis (353.000 dólares de prata) para a sua construção. Ele foi o maior navio de guerra construído entre 1868 e1875, dos 19 navios planejados. O estaleiro foi supervisionado pelo comissário imperial Shen Baozhen, mas liderado por funcionários de nações ocidentais, que aconselharam os chineses a continuarem a construir navios de casco de madeira, apesar de terem sido tornados obsoletos pela construção de navios blindados (conhecidos como ironclads) por essas nações. As autoridades chinesas mais tarde culpariam os franceses, Prosper Giquel em particular, por propositadamente fornecer-lhes equipamentos e projetos desatualizados.

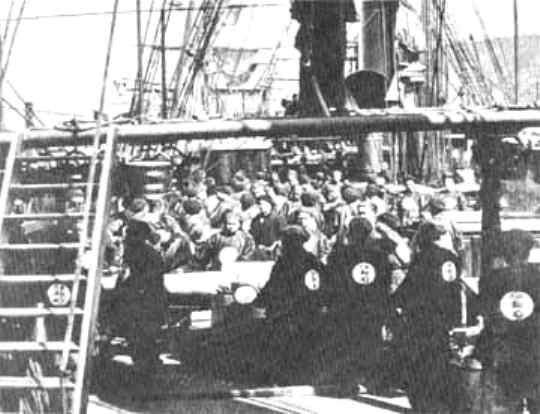
Marinheiros chineses no convés de Yangwu

Depois de ser lançado em 1872, ela serviu como um navio-escola a partir de 1875 no Mar do Sul da China, fazendo pelo menos uma jornada para o Japão. Yangwu foi equipado com uma sala de aula para treinamento de aspirantes e oficiais chineses. Um relatório da época no Shanghai Courier descrevia que, em junho de 1876, havia 30 desses marinheiros sob instrução. O navio havia sido recentemente comandado pelo capitão Tracey, um inglês, mas ele foi chamado de volta à Marinha Real e promovido a Pós-capitão (um título já obsoleto da Marinha Real Britânica). Ele foi substituído por seu compatriota, o capitão Luxmore. Havia mais dois membros ingleses na tripulação, ambos oficiais, enquanto os demais eram chineses.
Durante o verão de 1876, Yangwu visitou as colônias australianas, e no final do ano os embaixadores da China na Grã-Bretanha, Kwoh Song Tao e Liu-Si-hung, visitaram Yangwu via navio de correio em dezembro enquanto ela estava em Cingapura. Após a visita, o navio navegou para Manila. Quando chegou, em fevereiro de 1877, ocorreu um acidente quando a tripulação estava preparando uma saudação à sua entrada no porto. Quando o tripulante carregou a carga em uma das armas, ela detonou, atirando-o do navio e matando-o. O tripulante foi posteriormente enterrado na cidade. Yangwu provou ser um espetáculo para os habitantes da cidade, particularmente os chineses, alguns dos quais tinham saído para saudar sua chegada em pequenos barcos e outros que a observavam do monte sobre o qual o farol ficava de frente para a baía.
Em 23 de junho de 1884, quando as tensões aumentavam entre o Império Francês e a China Imperial, Yangwu fazia parte da frota chinesa em Chefoo (agora conhecida como Yantai), que se reunia com um esquadrão francês formado por dois cruzadores e um chalupa. Durante o encontro, os franceses demonstraram o poder de fogo de seus cruzadores, que eram quase duas vezes e meia o tamanho de Yangwu, que por sua vez era o maior dos navios chineses. Durante a demonstração, os franceses mostraram que poderiam atingir alvos a mais de 4.000 metros de distância. Depois, Yangwu foi para o estaleiro naval em Foochow (agora Fuzhou), enquanto os navios chineses restantes ficaram no porto de Tianjin.

### Batalha de Foochow (Fuzhou)
Em 9 de agosto de 1884, forças navais francesas atacaram e capturaram Keelung na ilha de Formosa em resposta ao envolvimento chinês na Campanha de Tonkin e especificamente na emboscada Bắc Lệ. Pouco depois, o Esquadrão do Extremo Oriente da Marinha Francesa, sob o comando do Contra-almirante Amédée Courbet, compreendendo os cruzadores Duguay-Trouin, Villars e d'Estaing, juntamente com vários barcos menores, foram enviados para o Rio Min para atacar o Arsenal em Foochow. Enquanto viajavam rio acima, os chineses declararam guerra aos franceses, marcando oficialmente o início da Guerra Sino-Francesa.

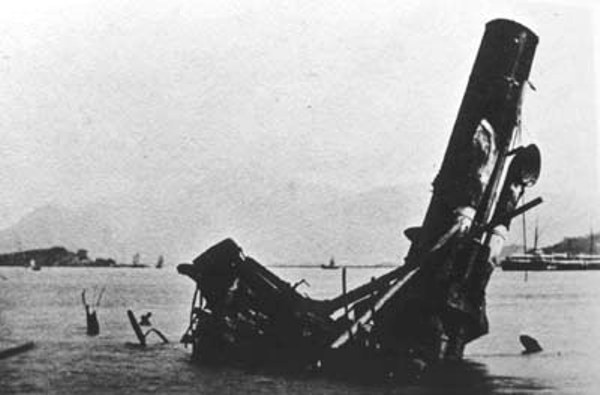
O afundado Yangwu após a Batalha de Foochow.

Yangwu liderou a Frota de Fujian protegendo Foochow sob o comando do Capitão Chang Cheng, que de outra forma compreendia três saveiros, além de uma variedade de canhoneiras, transportes, lanchas e juncos de guerra. Os navios da Marinha Real Britânica e da Marinha dos Estados Unidos no porto asseguraram a ancoragem a uma distância de onde o engajamento deveria acontecer. As embarcações se enfrentaram durante vários dias antes das forças francesas fazerem o seu ataque, já que eles estavam aguardando reforço do blindado ironclad Triomphante. Eles planejaram atacar um pouco antes das 2 da tarde de 23 de agosto, com dois torpedeiros encarregados de se engajar contra Yangwu e a canhoneira Fusheng no primeiro sinal.
Pouco antes das 14h do dia 23 de agosto, o ataque começou depois de um tiro da canhoneira Zhenwei na canhoneira francesa Lynx. Este foi o sinal para os pequenos barcos avançarem, e cerca de 27 segundos depois, uma explosão massiva irrompeu de Yangwu. O barco nº 46 tinha impactado com seu torpedo-mastro logo abaixo da linha de água da meia-nau. A detonação foi tão grande que apenas quinze tripulantes sobreviveram e foi alegado que corpos lançados ao ar foram encontrados nos telhados de casas a mais de 1 milha de distância, embora isso tenha sido considerado mais tarde como uma reivindicação estranha. O número de sobreviventes também foi questionado por testemunhas oculares a bordo do saveiro USS Enterprise, pois o relatório oficial afirmava que os oficiais superiores sobreviveram, enquanto as testemunhas sugeriram que os únicos possíveis sobreviventes seriam aqueles que se jogaram no rio antes da explosão.
Um relatório apareceu após a batalha de uma entrevista com o Sr. Yung, que alegou ter sobrevivido à explosão de Yangwu tendo estado na popa do navio. Ele explicou que o navio havia devolvido fogo ao cruzador francês Volta antes de ser atingido pelo torpedo, e foram dadas ordens para continuar a disparar após a explosão. Fogo vindo dos canhões Hotchkiss em navios franceses tornaram isso uma difícil tarefa. Mas, apesar disso, o Yangwu desabilitou o outro barco torpedeiro. O capitão entregou a Yung um colete salva-vidas e decidiu que o membro da tripulação júnior deveria pular primeiro, com o capitão seguindo. Enquanto nadava para longe, Yung viu o capitão ajudando um engenheiro que havia sofrido queimaduras graves, mas logo depois o paiol de pólvora detonou, destruindo o resto do navio.
O naufrágio de Yangwu ocorreu quando os franceses atiraram nela quando ela pegou fogo, consequentemente afundando. A vitória das forças francesas em Foochow foi decisiva, com perdas estimadas em seis ou 12 pessoas com 27 desaparecidas. As perdas chinesas foram muito maiores, com 521 mortos, 150 feridos e um grande número faltando após a batalha. O bombardeio do arsenal durou dois dias antes que os navios franceses voltassem rio abaixo, destruindo quaisquer fortes que encontrassem no caminho.